# 布佐瓦羅韋
47°21′53″N 31°25′51″E / 47.36472°N 31.43083°E
布佐瓦羅韋（烏克蘭語：Бузоварове），是烏克蘭南部的村莊，隸屬尼古拉耶夫州的沃茲涅先斯克區。該村面積0.32平方公里，海拔高度20米，2001年人口38，人口密度每平方公里118.8人。